# ガイ・ゲイブリエル・ケイ

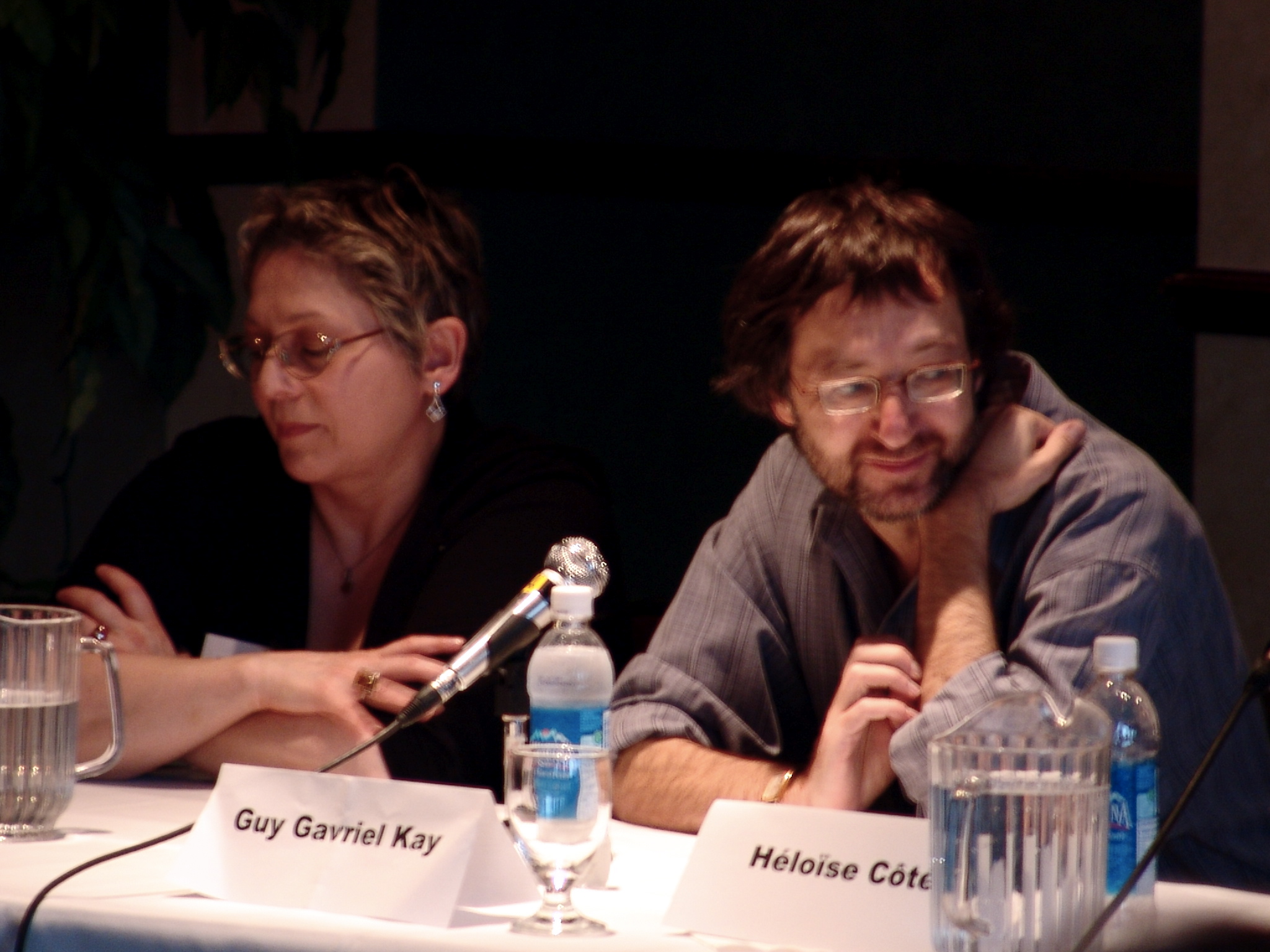

ガイ・ゲイブリエル・ケイ（Guy Gavriel Kay、1954年11月7日 - ）はカナダのファンタジー作家、詩人。「ガブリエル」表記もあり。
サスカチュワン州ワイバーン(Weyburn)で生まれ、マニトバ州ウィニペグで育つ。
マニトバ大学在学中にJ・R・R・トールキンの息子のクリストファ・トールキンと知り合い、クリストファが父親の未発表作品『シルマリルの物語』（The Silmarilion）の編集、執筆に取りかかった際に協力した。

## 著作リスト
- Tigana（1990、未訳）：オーロラ賞受賞
- A Song for Arbonne (1992、未訳)
- The Lions of Al-Rassan (1995、未訳)
- The Last Light of the Sun (2004、未訳)

### フィオナヴァール・タペストリー(Fionavar Tapestry)
- 『夏の樹』 The Summer Tree (1985) 井辻朱美訳　(ISBN 4-15-020129-3, ISBN 4-15-020130-7)
- The Wandering Fire (1986、未訳)：オーロラ賞受賞
- The Darkest Road (1987、未訳)

### Sarantine Mosaic
- Sailing to Sarantium (1998、未訳)
- Lord of Emperors (2000、未訳)

### 詩集
- Beyond This Dark House (2003、未訳)